# Полосатая ящурка
Полоса́тая я́щурка, или песча́ная я́щурка (лат. Eremias scripta), — вид ящериц из рода ящурок.

## Внешний вид
Очень мелкая ящерица, длина тела не превышает 5 см. Межчелюстной щиток не касается нижнего носового. В передней части лобного щитка ярко выражен продольный желобок. Подглазничный щиток касается края рта. Верхние чешуй хвоста мелкие, слабо ребристые. Ряды бедренных пор не доходят до коленного сгиба. Верх песочно-серый. Вдоль спины расположены 5 или 7 узких полос бурого цвета, переходящих на хвост и попарно сливающихся. По бокам тянутся более широкие полосы такого же цвета. Голова сверху в мелких, извилистых темных пятнышках. Низ белый.

## Образ жизни
Обитает в пустынях, на барханах и в понижениях между ними. Отсутствует на закрепленных песках. Быстро бегает по сыпучему песку. Роет норки в песке на глубину 10—15 см. Укрывается также в норках жужелиц. Активна днем. На ночь зарывается в песок. Питается тлями, цикадами, жуками и гусеницами. В кладке 1, редко 2 яйца. Размеры новорожденных — 2,8—2,9 см.

## Распространение
Обитает в Туркменистане, Узбекистане, Таджикистана, западном и южном Казахстане, восточном Иране, Афганистане, на севере Пакистана.

## Подвиды
Выделяют 3 подвида:
- Eremias scripta lasdini (Tzarevsky, 1918)
- Eremias scripta pherganensis Szczerbak & Vashetko, 1973
- Eremias scripta scripta (Strauch, 1867)